# Acleris filipjevi
Acleris filipjevi (лат.) — вид бабочек из семейства листовёрток. Распространён на юге Приморского края, Японии (Хоккайдо, Хонсю) и в северо-восточном Китае. Обитают в орехово-ясеневых и кедрово-широколиственных лесах, а также в лесопарках, в которых произрастает орех маньчжурский. Гусеницы встречаются в июне в свёрнутых листьях ореха маньчжурского и липы амурской. В анабиоз впадают в имагональной стадии. Бабочек можно наблюдать с апреля по май и повторно с середины августа по сентябрь. Размах крыльев 19—22 мм. Передние крылья светло-серые с тонким тёмным сетчатым узором; не имеют тёмного костального пятна.